# Jacques Demy
Jacques Demy (Pontchâteau, 5 giugno 1931 – Parigi, 27 ottobre 1990) è stato un regista cinematografico e sceneggiatore francese.

## Biografia
Dopo aver frequentato l'École technique de photographie et de cinématographie di Rue Vaugirard a Parigi, lavorò come assistente con Paul Grimault e Georges Rouquier, e nel 1955 diresse il suo primo cortometraggio, Le sabotier du Val de Loire, ottenendo grande successo al festival di Tours. Nel 1960 girò a Nantes Lola - Donna di vita, omaggio a Il piacere e l'amore (La ronde) di Max Ophüls.
Appassionato di commedie musicali, di cui diverrà lo specialista in Francia, dopo La grande peccatrice (1963), diresse Les Parapluies de Cherbourg (1964), che vinse la Palma d'oro al Festival di Cannes. Diresse, tra gli altri, Josephine (1967), La favolosa storia di Pelle d'Asino (1970), Il pifferaio di Hamelin (1972), Niente di grave, suo marito è incinto (1973), con Catherine Deneuve e Marcello Mastroianni, e Lady Oscar (1979).

### Vita privata
Nel 1958 incontrò la regista Agnès Varda, con cui si sposò, e di cui adottò la figlia Rosalie. La coppia ebbe un figlio, Mathieu Demy.
In un'intervista a Cahiers du cinéma n. 155 uscita nel maggio 1964 e ripubblicata nel numero speciale a lui dedicato sessant'anni dopo, alla domanda se in certi passaggi di Les Parapluies de Cherbourg possa ritrovarsi un rapporto col cinema di Agnès Varda, Jacques Demy  risponde che non pensa che tale legame ci sia e che, com'è noto nell'ambiente, è difficile condividere tra di loro idee in quanto non pensano le stesse cose riguardo al cinema. Nelle copertine anteriore e posteriore, le foto del regista, visto di fronte e di nuca, sono di Agnès Varda.
Demy morì il 27 ottobre 1990, all'età di 59 anni, a causa di complicazioni dovute all'AIDS: è sepolto nel cimitero di Montparnasse. 29 anni più tardi, Agnès Varda, alla sua morte, verrà sepolta accanto a lui.

## Filmografia parziale

### Regista e sceneggiatore
- Les horizons morts – cortometraggio (1951)
- Le Sabotier du Val de Loire – documentario cortometraggio (1956)
- Le bel indifférent – cortometraggio (1957)
- Musée Grévin – cortometraggio (1958)
- La mère et l'enfant – cortometraggio (1959)
- Ars – cortometraggio (1959)
- Lola - Donna di vita (Lola) (1961)
- La lussuria, episodio de I sette peccati capitali (Les sept péchés capitaux) (1962)
- La grande peccatrice (La baie des Anges) (1963)
- Les Parapluies de Cherbourg (1964)
- Josephine (Les demoiselles de Rochefort) (1967)
- L'amante perduta (Model Shop) (1969)
- La favolosa storia di Pelle d'Asino (Peau d'âne) (1970)
- Il pifferaio di Hamelin (The Pied Piper) (1972)
- Niente di grave, suo marito è incinto (L'événement le plus important depuis que l'homme a marché sur la Lune) (1973)
- Lady Oscar (1979)
- Le Roman du samedi – serie TV, episodio La naissance du jour (1979)
- Una camera in città (Une chambre en ville) (1982)
- Parking (1985)
- La Table tournante, coregia con Paul Grimault (1988)
- Trois places pour le 26 (1988)